# CGP-7930
CGP-7930（化学名： 2,6-二叔丁基-4-(3-羟基-2,2-二甲基丙基)-苯酚）是一种有机化合物，是GABAB受体的正向别构调节剂，其作用效果和其同系物BSPP类似。